# Бомбаррал
Бомбаррал (порт.  Bombarral; [bõbɐ'ʁaɫ]) — посёлок городского типа в Португалии, центр одноимённого муниципалитета в составе округа Лейрия. Численность населения — 5,5 тыс. жителей (посёлок), 13,9 тыс.жителей (муниципалитет). Посёлок и муниципалитет входит в экономико-статистический регион Центр и субрегион Оэште. По старому административному делению входил в провинцию Эштремадура.
Покровителем посёлка считается Апостол Пётр (порт. São Pedro).
Праздник посёлка — 29 июня.

## Расположение
Посёлок расположен в 61 км на юго-запад от адм. центра округа города Лейрия.
Муниципалитет граничит:
- на севере — муниципалитет Обидуш
- на северо-востоке — муниципалитет Калдаш-да-Раинья
- на юго-востоке — муниципалитет Кадавал
- на юго-западе — муниципалитет Лориньян

## Население
| Население муниципалитета Бомбаррал (1801—2004) | Население муниципалитета Бомбаррал (1801—2004) | Население муниципалитета Бомбаррал (1801—2004) | Население муниципалитета Бомбаррал (1801—2004) | Население муниципалитета Бомбаррал (1801—2004) | Население муниципалитета Бомбаррал (1801—2004) | Население муниципалитета Бомбаррал (1801—2004) | Население муниципалитета Бомбаррал (1801—2004) | Население муниципалитета Бомбаррал (1801—2004) |
| ---------------------------------------------- | ---------------------------------------------- | ---------------------------------------------- | ---------------------------------------------- | ---------------------------------------------- | ---------------------------------------------- | ---------------------------------------------- | ---------------------------------------------- | ---------------------------------------------- |
| 1920                                           | 1930                                           | 1960                                           | 1981                                           | 1991                                           | 2001                                           | 2004                                           | 2006                                           | 2011                                           |
| 11 206                                         | 12 669                                         | 15 209                                         | 13 758                                         | 12 727                                         | 13 324                                         | 13 712                                         | 13 856                                         | 13 193                                         |

## История
Посёлок основан в 1914 году.

## Районы
В муниципалитет входят следующие районы:
1. Бомбаррал
2. Карвальял
3. По
4. Ролиса
5. Вале-Кову